# Daniel Staniszewski
Daniel Staniszewski (ur. 5 maja 1997 w Ciechanowie) – polski kolarz, specjalizujący się w kolarstwie torowym. Startuje również w kolarstwie szosowym. Medalista mistrzostw Europy i igrzysk europejskich w torowej odmianie kolarstwa, a także wielokrotny mistrz Polski.
Staniszewski jest wychowankiem KKS-u Ciechanów. Na poziomie zawodowym zadebiutował w sezonie 2016, w którym był zawodnikiem grupy Verva ActiveJet Pro Cycling Team. Od sezonu 2017 jeździł dla Pogoni Mostostal Puławy, a w lipcu 2020 powrócił na poziom zawodowy, zostając zawodnikiem grupy Mazowsze Serce Polski.

## Osiągnięcia

### Kolarstwo torowe
Opracowano na podstawie:

2014
- 3. miejsce w mistrzostwach Europy juniorów (wyścig indywidualny na dochodzenie)

2015
- 1. miejsce w mistrzostwach Europy juniorów (wyścig indywidualny na dochodzenie)
- 3. miejsce w mistrzostwach Europy juniorów (wyścig drużynowy na dochodzenie)
- 2. miejsce w mistrzostwach świata juniorów (wyścig indywidualny na dochodzenie)

2016
- 3. miejsce w mistrzostwach Europy młodzieżowców (madison)

2017
- 3. miejsce w mistrzostwach Europy młodzieżowców (wyścig indywidualny na dochodzenie)
- 3. miejsce w mistrzostwach Europy młodzieżowców (wyścig drużynowy na dochodzenie)
- 3. miejsce w mistrzostwach Europy (madison)

2019
- 3. miejsce w igrzyskach europejskich (omnium)

### Kolarstwo szosowe
Opracowano na podstawie:
2018
- 2. miejsce w mistrzostwach Polski (jazda drużynowa na czas)

2020
- 3. miejsce w mistrzostwach Polski (jazda drużynowa na czas)